# رباط قوسی میانی
رباط قوسی میانی (انگلیسی: Median arcuate ligament) رباطی در زیر دیافراگم است که ستون دیافراگمی راست را به ستون دیافراگمی چپ وصل می‌کند.

## ساختار
رباط قوسی میانی در واقع، از ستون دیافراگمی راست و ستون دیافراگمی چپ به‌وجود آمده و یک ساختار کمانی‌شکل ایجاد می‌کند که سوراخ آئورتی دیافراگم نام دارد و شریان آئورت، ورید آزیگوس و مجرای سینه‌ای از آن عبور می‌کنند.
در حدود ۱۰ تا ۲۴ درصد از افراد، رباط قوسی میانی در سطحی پایین‌تز از معمول قرار دارد.

## اهمیت بالینی
فشرده شدن شریان سلیاک و عقدۀ عصبی سلیاک توسط رباط کمانی میانی ممکن است منجر به سندرم رباط قوسی میانی شود که با درد شکم، کاهش وزن و بروئی شکمی همراه است.